# فهرست بازیگرانی که در یک سال نامزد دریافت دو جایزه اسکار شده‌اند

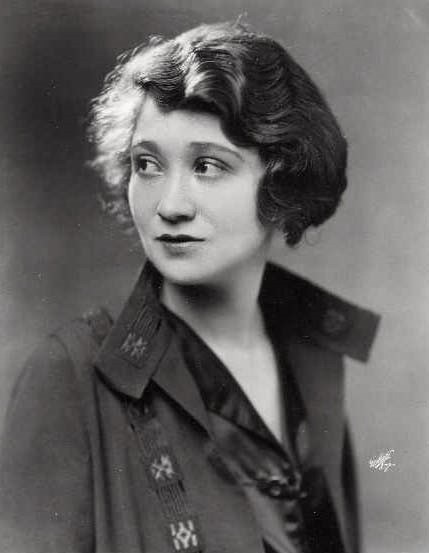
فی بینتر، اولین بازیگری که هم در رشته مکمل و هم در رشته اصلی نامزد دریافت جایزه شد. او به خاطر جزبل برنده این جایزه در رشتهٔ بهترین بازیگر نقش اول زن شد.

در تاریخ جوایز اسکار که هر ساله توسط آکادمی علوم و هنرهای سینما برگزار می‌شود، بازیگرانی بوده‌اند که در یک سال همزمان در رشته‌های بازیگری نامزد شده‌اند. اولین نمونه از این اتفاق در سال ۱۹۳۸ رخ داد. بازیگران به شرطی می‌توانند در دو رشته نامزد شوند که آرای کافی برای حضور در بین نامزدها را کسب کنند، همچنین هیچ محدودیتی وجود ندارد که در هر سال مانع نامزد شدن مردان بازیگر در رشته‌های بهترین بازیگر نقش اول مرد و بهترین بازیگر نقش مکمل مرد و نامزد شدن زنان بازیگر در رشته‌های بهترین بازیگر نقش اول زن و بهترین بازیگر نقش مکمل زن شود. تنها قانونی که دربارهٔ نامزد شدن بازیگرها در چندین رشته وجود دارد، این است که یک بازیگر نمی‌تواند برای ایفای یک نقش در یک فیلم، هم در رشته بهترین بازیگر مکمل و هم در رشته بهترین بازیگر اصلی نامزد شود. این قانون در سال ۱۹۴۴ به اجرا در آمد، درست بعد از نامزد شدن بری فیتزجرالد در رشته‌های بهترین بازیگر نقش اول مرد و بهترین بازیگر نقش مکمل مرد برای ایفای نقش در فیلم به راه خود می‌روم.
تا مراسم سال ۲۰۲۲، ۱۲ مرد و زن بازیگر بوده‌اند که که در یک سال هم در رشته مکمل و هم در رشته اصلی نامزد شده‌اند. اولین بازیگری که توانست در دو رشته در یک سال نامزد شود، فی بینتر بود که به خاطر ایفای نقش‌هایش در فیلم‌های جزبل و پرچم‌های سفید در یازدهمین دوره جوایز اسکار نامزد شد. آخرین نمونه از این اتفاق در نود و دومین دوره جوایز اسکار رخ داد، جایی  که اسکارلت جوهانسون به خاطر بازی در فیلم‌های داستان ازدواج و جوجو خرگوشه اولین نامزدی‌های خودش را دریافت کرد. هفت تا از این بازیگرها در یک رشته برنده شده‌اند و هیچکس تا به حال موفق نشده که هر دو جایزه را با هم ببرد. چهار بازیگر هم اصلاً جایزه‌ای نبرده‌اند: سیگورنی ویور (به خاطر گوریل‌ها در مه و دختر شاغل نامزد شد)، اما تامپسون (به خاطر بازمانده روز و به نام پدر نامزد شد)، جولیان مور (به خاطر دور از بهشت و ساعت‌ها نامزد شد) و کیت بلانشت (به خاطر الیزابت: دوران طلایی و من آنجا نیستم نامزد شد). اما تامپسون تنها برای اینکه اینگونه نامزد دریافت جایزه شده قابل توجه نیست، بلکه او تنها فردی است که در هر دو رشته بازیگری و نویسندگی جایزه برده‌است.

## نامزدها
| سال (مراسم)       | مرد/زن بازیگر    | رشته                       | عنوان فیلم نامزد شده | نتیجه    |
| ----------------- | ---------------- | -------------------------- | -------------------- | -------- |
| ۱۹۲۹/۱۹۳۰ (سومین) | نورما شیرر[الف]  | بهترین بازیگر نقش اول زن   | زن مطلقه             | برنده شد |
| ۱۹۲۹/۱۹۳۰ (سومین) | نورما شیرر[الف]  | بهترین بازیگر نقش اول زن   | به میل خودشان        | نامزد شد |
| ۱۹۳۸ (۱۱ام)       | فی بینتر         | بهترین بازیگر نقش اول زن   | پرچم‌های سفید         | نامزد شد |
| ۱۹۳۸ (۱۱ام)       | فی بینتر         | بهترین بازیگر نقش مکمل زن  | جزبل                 | برنده شد |
| ۱۹۴۲ (۱۵ام)       | ترزا رایت        | بهترین بازیگر نقش اول زن   | غرور یانکی‌ها         | نامزد شد |
| ۱۹۴۲ (۱۵ام)       | ترزا رایت        | بهترین بازیگر نقش مکمل زن  | خانم مینی‌ور          | برنده شد |
| ۱۹۴۴ (۱۷ام)       | بری فیتزجرالد    | بهترین بازیگر نقش اول مرد  | به راه خود می‌روم     | نامزد شد |
| ۱۹۴۴ (۱۷ام)       | بری فیتزجرالد    | بهترین بازیگر نقش مکمل مرد | به راه خود می‌روم     | برنده شد |
| ۱۹۸۲ (۵۵ام)       | جسیکا لنگ        | بهترین بازیگر نقش اول زن   | فرانسیس              | نامزد شد |
| ۱۹۸۲ (۵۵ام)       | جسیکا لنگ        | بهترین بازیگر نقش مکمل زن  | توتسی                | برنده شد |
| ۱۹۸۸ (۶۱ام)       | سیگورنی ویور     | بهترین بازیگر نقش اول زن   | گوریل‌ها در مه        | نامزد شد |
| ۱۹۸۸ (۶۱ام)       | سیگورنی ویور     | بهترین بازیگر نقش مکمل زن  | دختر شاغل            | نامزد شد |
| ۱۹۹۲ (۶۵ام)       | آل پاچینو        | بهترین بازیگر نقش اول مرد  | بوی خوش زن           | برنده شد |
| ۱۹۹۲ (۶۵ام)       | آل پاچینو        | بهترین بازیگر نقش مکمل مرد | گلن‌گری گلن راس       | نامزد شد |
| ۱۹۹۳ (۶۶ام)       | هالی هانتر       | بهترین بازیگر نقش اول زن   | پیانو                | برنده شد |
| ۱۹۹۳ (۶۶ام)       | هالی هانتر       | بهترین بازیگر نقش مکمل زن  | شرکت                 | نامزد شد |
| ۱۹۹۳ (۶۶ام)       | اما تامپسون      | بهترین بازیگر نقش اول زن   | بازمانده روز         | نامزد شد |
| ۱۹۹۳ (۶۶ام)       | اما تامپسون      | بهترین بازیگر نقش مکمل زن  | به نام پدر           | نامزد شد |
| ۲۰۰۲ (۷۵ام)       | جولیان مور       | بهترین بازیگر نقش اول زن   | دور از بهشت          | نامزد شد |
| ۲۰۰۲ (۷۵ام)       | جولیان مور       | بهترین بازیگر نقش مکمل زن  | ساعت‌ها               | نامزد شد |
| ۲۰۰۴ (۷۷ام)       | جیمی فاکس        | بهترین بازیگر نقش اول مرد  | ری                   | برنده شد |
| ۲۰۰۴ (۷۷ام)       | جیمی فاکس        | بهترین بازیگر نقش مکمل مرد | وثیقه                | نامزد شد |
| ۲۰۰۷ (۸۰ام)       | کیت بلانشت       | بهترین بازیگر نقش اول زن   | الیزابت: دوران طلایی | نامزد شد |
| ۲۰۰۷ (۸۰ام)       | کیت بلانشت       | بهترین بازیگر نقش مکمل زن  | من آنجا نیستم        | نامزد شد |
| ۲۰۱۹ (۹۲ام)       | اسکارلت جوهانسون | بهترین بازیگر نقش اول زن   | داستان ازدواج        | نامزد شد |
| ۲۰۱۹ (۹۲ام)       | اسکارلت جوهانسون | بهترین بازیگر نقش مکمل زن  | جوجو خرگوشه          | نامزد شد |

### عمومی
- "Two in One Acting". Academy of Motion Picture Arts and Sciences. 2008-03-08. Archived from the original on 2009-03-10. Retrieved 2008-07-30.

### مخصوص
1. ↑  "Rule 6 – 81st Academy Awards Rules". Academy of Motion Picture Arts and Sciences. Archived from the original on 2012-10-08. Retrieved 2008-07-30.
2. ↑  "Two in One Acting". Academy of Motion Picture Arts and Sciences. 2008-03-08. Archived from the original on January 12, 2008. Retrieved 2008-07-30.
3. ↑  "Scarlett Johansson scores her first and second Oscar nominations in the same year". CNN. 13 January 2020.
4. ↑  "Sigourney Weaver - Awards". Moviefone. Retrieved 2008-07-30.
5. 1 2  "Emma Thompson - Awards". Moviefone. Retrieved 2008-07-30.
6. ↑  "Julianne Moore - Awards". The New York Times. Retrieved 2008-07-30. {{cite web}}: Italic or bold markup not allowed in: |publisher= (help)
7. ↑  "Cate Blanchett - Awards". The New York Times. Retrieved 2008-07-30. {{cite web}}: Italic or bold markup not allowed in: |publisher= (help)
8. ↑  Rooney, David (November 25, 2003). "On the double-bubble". Variety. Penske Media Corporation. Archived from the original on April 2, 2015. Retrieved August 30, 2013.

- مشارکت‌کنندگان ویکی‌پدیا. «List of actors nominated for two Academy Awards in the same year». در دانشنامهٔ ویکی‌پدیای انگلیسی، بازبینی‌شده در ۲۴ اوت ۲۰۱۸.